# Rada Najwyższa ZSRR
Rada Najwyższa ZSRR (ros. Верховный Совет СССР) – najwyższy organ władzy ustawodawczej ZSRR, a w latach 1939–1991, najwyższa władza ustawodawcza w okresach pomiędzy sesjami Zjazdu Rad.
Do 1936 jej funkcje pełnił Ogólnorosyjski Centralny Komitet Wykonawczy Rad.
Rada Najwyższa ZSRR wybierała Prezydium Rady Najwyższej – najwyższy kolegialny organ władzy państwowej (tj. głowa państwa w ZSRR) podlegający Radzie Najwyższej. Formowała również Radę Ministrów ZSRR, wybierała członków Sądu Najwyższego i mianowała prokuratora generalnego. Jako jedyne ciało posiadało prawo wnoszenia zmian do Konstytucji ZSRR.
W jej skład wchodziły dwie izby:
- Izba Związku – reprezentacja ludności ZSRR, jeden deputowany przypadał na 300 tys. mieszkańców
- Izba Narodowości – przedstawicielstwo poszczególnych republik związkowych ZSRR, każdy z podmiotów federacji wysyłał 32 deputowanych.

## Przewodniczący Prezydium
- tymczasowo

| #   | Imię i Nazwisko                   | Portret | Kadencja            | Kadencja            | Partia polityczna | Partia polityczna               |
| #   | Imię i Nazwisko                   | Portret | Od                  | Do                  | Partia polityczna | Partia polityczna               |
| --- | --------------------------------- | ------- | ------------------- | ------------------- | ----------------- | ------------------------------- |
| 1   | Michaił Kalinin (1875–1946)       |         | 17 stycznia 1938    | 19 marca 1946       |                   | WKP(b)                          |
| 2   | Nikołaj Szwernik (1888–1970)      |         | 19 marca 1946       | 6 marca 1954        |                   | WKP(b) (do 1952) KPZR (od 1952) |
| 3   | Klimient Woroszyłow (1881–1969)   |         | 14 marca 1953       | 7 maja 1960         |                   | KPZR                            |
| 4   | Leonid Breżniew (1906–1982)       |         | 7 maja 1960         | 15 lipca 1964       |                   | KPZR                            |
| 5   | Anastas Mikojan (1895–1978)       |         | 15 lipca 1964       | 9 grudnia 1965      |                   | KPZR                            |
| 6   | Nikołaj Podgorny (1903–1983)      |         | 9 grudnia 1965      | 16 czerwca 1977     |                   | KPZR                            |
| (4) | Leonid Breżniew (1906–1982)       |         | 16 czerwca 1977     | 10 listopada 1982   |                   | KPZR                            |
| -   | Wasilij Kuzniecow (1901–1990)     |         | 10 listopada 1982   | 16 czerwca 1983     |                   | KPZR                            |
| 7   | Jurij Andropow (1914–1984)        |         | 16 czerwca 1983     | 9 lutego 1984       |                   | KPZR                            |
| -   | Wasilij Kuzniecow (1901–1990)     |         | 9 lutego 1984       | 11 kwietnia 1984    |                   | KPZR                            |
| 8   | Konstantin Czernienko (1911–1985) |         | 11 kwietnia 1984    | 10 marca 1985       |                   | KPZR                            |
| -   | Wasilij Kuzniecow (1901–1990)     |         | 10 marca 1985       | 2 lipca 1985        |                   | KPZR                            |
| 9   | Andriej Gromyko (1909–1989)       |         | 2 lipca 1985        | 1 października 1988 |                   | KPZR                            |
| 10  | Michaił Gorbaczow (1931–2022)     |         | 1 października 1988 | 25 maja 1989        |                   | KPZR                            |